# Lac Arameskananicicik
Lac Arameskananicicik är en sjö i Kanada.   Den ligger i regionen Mauricie och provinsen Québec, i den sydöstra delen av landet, 300 km nordost om huvudstaden Ottawa. Lac Arameskananicicik ligger 254 meter över havet. Arean är 0,16 kvadratkilometer. Den sträcker sig 0,7 kilometer i nord-sydlig riktning, och 0,3 kilometer i öst-västlig riktning.
I omgivningarna runt Lac Arameskananicicik växer i huvudsak blandskog. Trakten runt Lac Arameskananicicik är nära nog obefolkad, med mindre än två invånare per kvadratkilometer.